# Indicacions de perill del GHS
Les indicacions de perill formen part Globally Harmonized System of Classification and Labeling of Chemicals (Sistema mundialment harmonitzat de classificació i etiquetatge de productes químics, o GHS). Tenen la finalitat de formar un conjunt de frases normalitzades sobre els perills de les substàncies químiques i mescles que es poden traduir a diferents idiomes. Per tant, serveixen al mateix propòsit que les frases R conegudes, que estan destinats a substituir.
Les indicacions de perill són un dels elements clau per a l'etiquetatge dels envasos en el marc del GHS, juntament amb:
- una identificació del producte;
- un o més pictogrames de perill (quan sigui necessari)
- una paraula d'advertència - ja sigui Perill o Precaució - quan sigui necessari
- indicacions de precaució, que indiquen com s'ha de manejar el producte per minimitzar els riscos per a l'usuari (així com a altres persones i al medi ambient en general)
- identitat del proveïdor (que podria ser un fabricant o un importador)

Cada indicació de perill es designa amb un codi, començant amb la lletra H i seguit per tres dígits. Les declaracions que corresponen als perills relacionats estan agrupats per nombre de codi, de manera que la numeració no és consecutiva. El codi s'utilitza per a fins de referència, per exemple, per ajudar amb les traduccions, però és la frase real que ha d'aparèixer en les etiquetes i fitxes de dades de seguretat.

## Riscos físics
- H200: Explosiu inestable
- H201: Explosiu; perill d'explosió en massa
- H202: Explosiu; greu perill de projecció
- H203: Explosiu; risc de foc, explosió o projecció
- H204: Perill d'incendi o de projecció
- H205: Pot explotar en massa de foc
- H220: Gas extremadament inflamable
- H221: Gas inflamable
- H222: Aerosol extremadament inflamable
- H223: Aerosol inflamable
- H224: Líquid i vapors extremadament inflamables
- H225: Líquid i vapors molt inflamables
- H226: Líquids i vapors inflamables
- H227: Líquid combustible
- H228: Sòlid inflamable
- H229: Recipient a pressió que pot explotar si s'escalfa
- H230: Pot explotar fins i tot en absència d'aire
- H231: Pot explotar fins i tot en absència d'aire a pressió i/o temperatura elevada
- H240: L'escalfament pot causar una explosió
- H241: L'escalfament pot provocar un incendi o una explosió
- H242: L'escalfament pot provocar un incendi
- H250: S'encén espontàniament en contacte amb l'aire
- H251: S'escalfa espontàniament; es pot encendre
- H252: S'escalfa espontàniament en grans quantitats; es pot encendre
- H260: En contacte amb l'aigua desprèn gasos inflamables que poden encendre's espontàniament
- H261: En contacte amb l'aigua desprèn gasos inflamables
- H270: Pot provocar o agreujar un incendi; oxidant
- H271: Pot provocar un incendi o una explosió; oxidant fort
- H272: Pot agreujar un incendi; oxidant
- H280: Conté gas a pressió; pot explotar si s'escalfa
- H281: Conté gas refrigerat; pot provocar cremades o lesions criogèniques
- H290: Pot ser corrosiu per als metalls

## Riscos per a la salut
- H300: Mortal en cas d'ingestió
- H301: Tòxic en cas d'ingestió
- H302: Nociu en cas d'ingestió
- H303: Pot ser nociu en cas d'ingestió
- H304: Pot ser mortal en cas d'ingestió i penetració en les vies respiratòries
- H305: Pot ser nociu en cas d'ingestió i penetració en les vies respiratòries
- H310: Mortal en contacte amb la pell
- H311: Tòxic en contacte amb la pell
- H312: Nociu en contacte amb la pell
- H313: Pot ser nociu en contacte amb la pell
- H314: Provoca cremades greus en la pell i lesions oculars
- H315: Provoca irritació cutània
- H316: Provoca irritació lleu de la pell
- H317: Pot provocar una reacció al·lèrgica a la pell
- H318: Provoca lesions oculars greus
- H319: Provoca irritació ocular greu
- H320: Provoca irritació ocular
- H330: Mortal en cas d'inhalació
- H331: Tòxic si s'inhala
- H332: Nociu en cas d'inhalació
- H333: Pot ser nociu si s'inhala
- H334: Pot provocar símptomes d'al·lèrgia o asma o dificultats respiratòries si s'inhala
- H335: Pot irritar les vies respiratòries
- H336: Pot provocar somnolència o marejos
- H340: Pot provocar defectes genètics
- H341: Se sospita que provoca defectes genètics
- H350: Pot provocar càncer
- H351: Se sospita que provoca càncer
- H360: Pot perjudicar la fertilitat o el fetus
- H361: Se sospita que perjudica la fertilitat o el fetus
- H361d: Se sospita que danya al fetus
- H362: Pot perjudicar els nens alimentats amb llet materna
- H370: Provoca danys en els òrgans
- H371: Pot provocar danys en els òrgans
- H372: Provoca danys en els òrgans després d'exposicions prolongades o repetides
- H373: Pot provocar danys en els òrgans després d'exposicions prolongades o repetides

## Perills ambientals
- H400: Molt tòxic per als organismes aquàtics
- H401: Tòxic per als organismes aquàtics
- H402: Nociu per als organismes aquàtics
- H410: Molt tòxic per als organismes aquàtics, amb efectes de llarga durada
- H411: Tòxic per als organismes aquàtics, amb efectes de llarga durada
- H412: Nociu per als organismes aquàtics, amb efectes de llarga durada
- H413: Pot provocar a efectes nocius de llarga durada per a la vida aquàtica
- H420: Provoca danys a la salut pública i el medi ambient en destruir l'ozó en l'atmosfera superior